# Tout pour lui plaire
Pour plus de détails, voir Fiche technique et Distribution.
Tout pour lui plaire (A Case of You) est un film américain réalisé par Kat Coiro, sorti en 2013.

## Synopsis
Un jeune écrivain séduit une jeune femme en ligne mais a largement exagéré les informations de son profil pour l'impressionner.

## Fiche technique
- Titre : Tout pour lui plaire
- Titre original : A Case of You
- Réalisation : Kat Coiro
- Scénario : Christian Long, Justin Long et Keir O'Donnell
- Musique : Mateo Messina
- Photographie : Doug Chamberlain
- Montage : Adam Catino et Matt Landon
- Production : Jesse Kennedy, Logan Levy, Justin Long, Keir O'Donnell et Holly Wiersma
- Société de production : Lagniappe Films et I'm So Sorry Productions
- Société de distribution : IFC Films (États-Unis)
- Pays :  États-Unis
- Genre : Comédie romantique
- Durée : 89 minutes
- Dates de sortie : 
  - États-Unis : 6 novembre 2013

## Distribution
- Justin Long : Sam
- Keir O'Donnell : Eliot
- Evan Rachel Wood : Birdie
- Gideon Glick : Fan
- Sienna Miller : Sarah
- Mizuo Peck : Jemily
- Peter Dinklage : Gerard
- Busy Philipps : Ashley
- Sam Rockwell : Gary
- Vince Vaughn : Alan
- Jenn Harris : Jackie
- Lynn Cohen : Harriet
- David Margulies : Henry
- Tom Morrissey : Raymond
- Priscilla Lopez : Mercedes
- Emilio Delgado : Roberto
- Savannah Wise : Lilly
- Nick Fondulis : Kyle
- Brendan Fraser : Tony
- Peter Billingsley : Scott

## Accueil
Le film a reçu un accueil défavorable de la critique. Il obtient un score moyen de 38 % sur Metacritic.